# CHARA Array

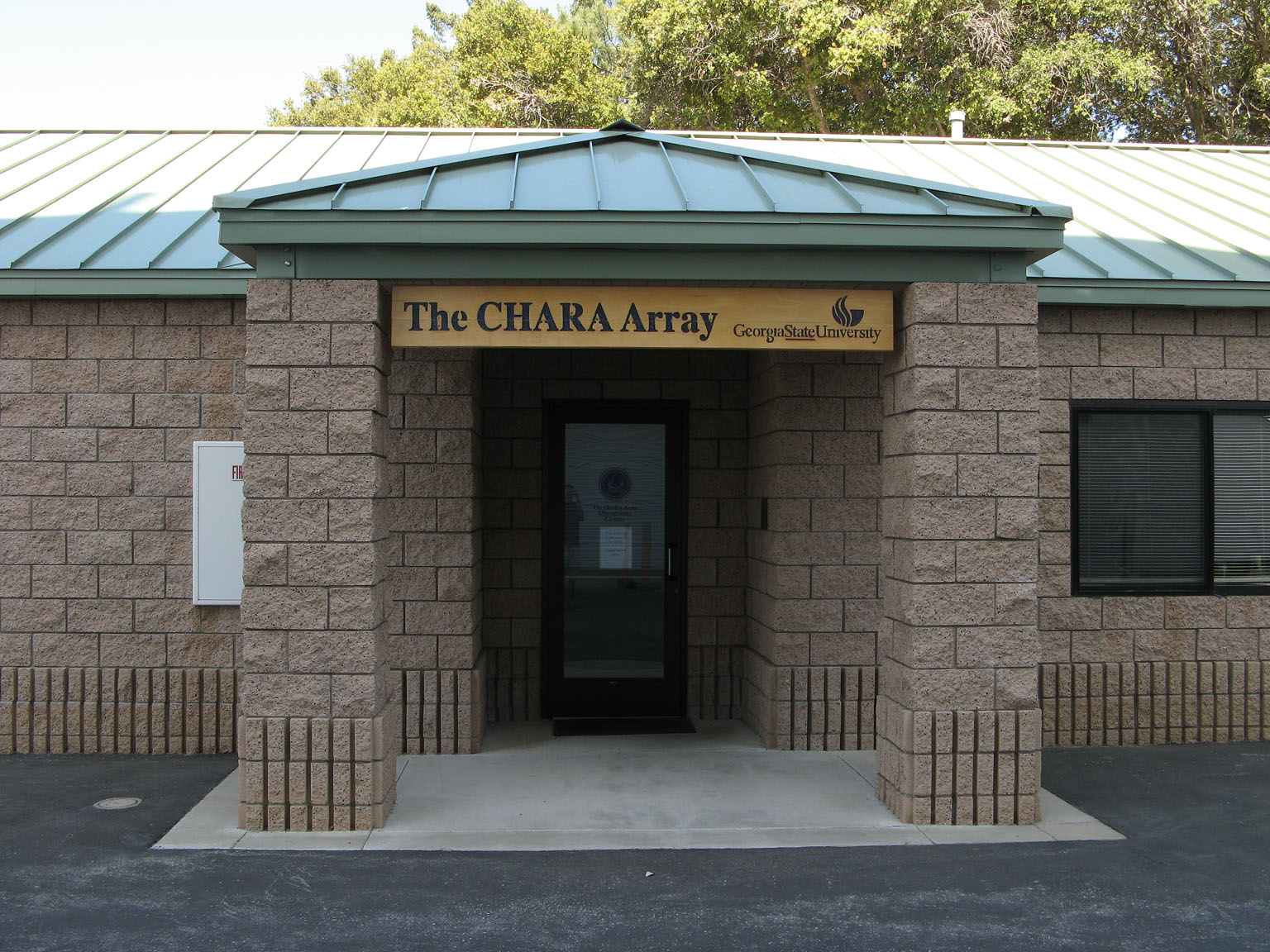
L'ingresso del centro operativo del CHARA array.

Il CHARA Array è un interferometro ottico situato nell'Osservatorio di Monte Wilson, gestito ed utilizzato dal The Center for High Angular Resolution Astronomy (CHARA) della Georgia State University (GSU). È il telescopio con la più ampia risoluzione angolare nell'infrarosso vicino (0,0005 arcosecondi).
Il CHARA Array è costituito da sei telescopi da un metro di apertura disposti lungo tre assi con una separazione massima di 330 m. La luce raccolta dai telescopi viaggia lungo dei tubi a vuoto combinati otticamente, che tuttavia necessitano di una struttura lunga 100 m e dotata di specchi mobili per mantenere la luce in fase mentre la Terra compie il suo moto di rotazione. Il CHARA array iniziò ad essere utilizzato per scopi scientifici nel 2002 e diede inizio alle attività di routine nel 2004.